# Chaunus ictericus
Chaunus ictericus là một loài cóc trong họ Bufonidae.
Nó được tìm thấy ở Argentina, Brasil, và Paraguay.
Các môi trường sống tự nhiên của chúng là các khu rừng ẩm ướt đất thấp nhiệt đới hoặc cận nhiệt đới, xavan ẩm, đồng cỏ khô nhiệt đới hoặc cận nhiệt đới vùng đất thấp, sông, đầm nước ngọt, đầm nước ngọt có nước theo mùa, các đồn điền, vườn nông thôn, các vùng đô thị, và kênh đào và mương rãnh.

## Hình ảnh

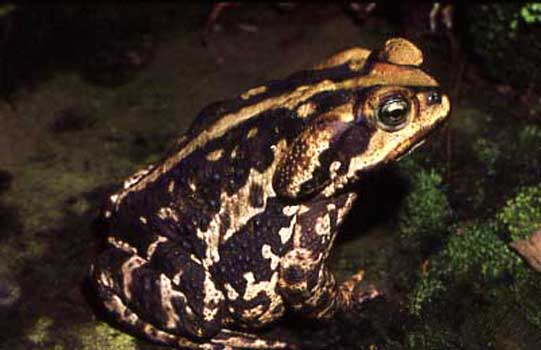
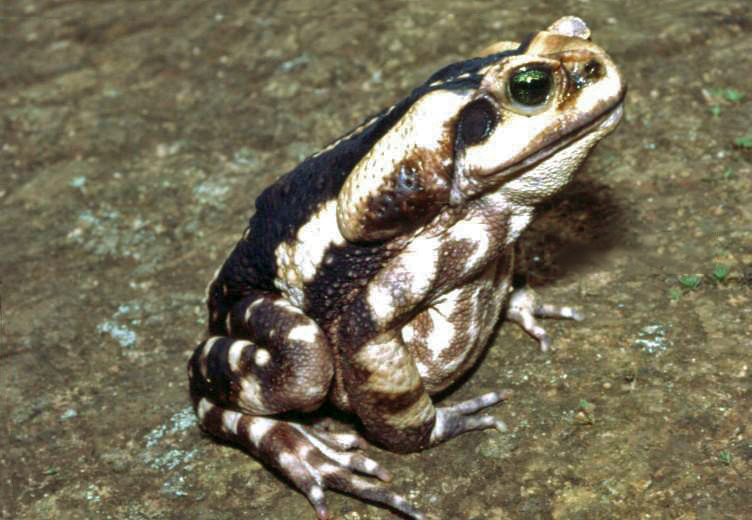
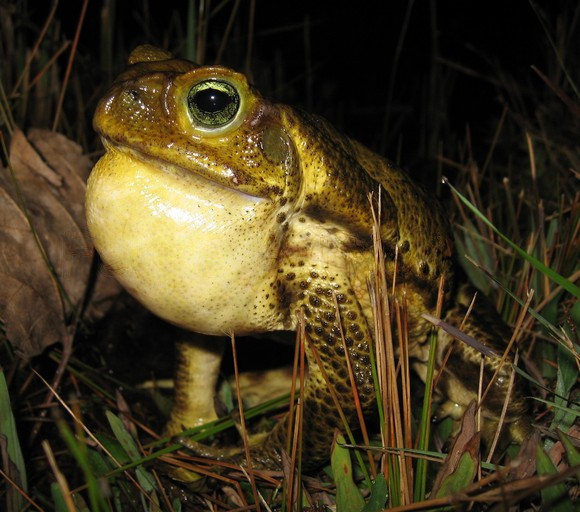
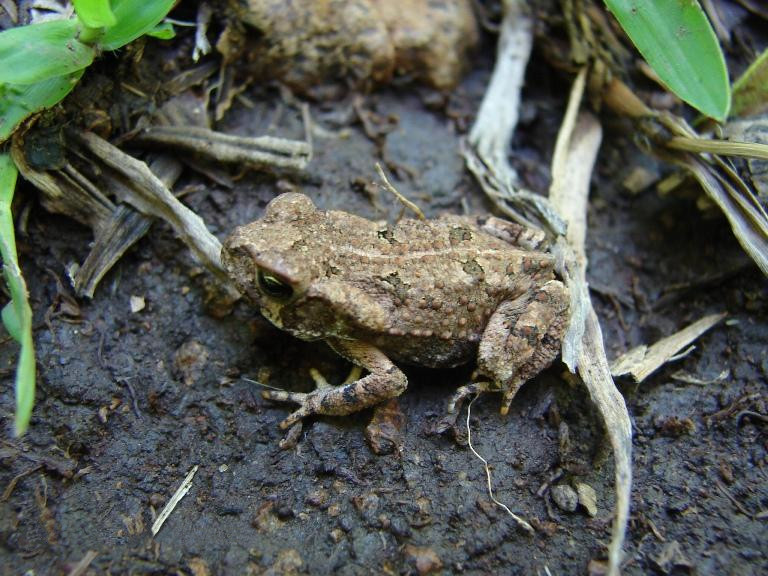